# TEE Le Lyonnais
Il treno TEE Le Lyonnais, in italiano "Il Lionese", così chiamato perché proveniente dalla città di Lione, fu una relazione interna istituita nel 1969 dalla Società Nazionale delle Ferrovie Francesi (SNCF) tra Parigi e Lione per porre rimedio al sovraffollamento del TEE Le Mistral tra le due città.
Fu soppresso nel 1976.